# Agrotis purolimbata
Agrotis purolimbata là một loài bướm đêm trong họ Noctuidae.